# OH 9
OH 9 è un fossile di cranio di un ominide della specie Homo erectus, datato a circa 1 400 000 di anni dal presente, scoperto nella gola di Olduvai in Tanzania, nel 1960 da Louis Leakey.

## Descrizione
Le caratteristiche morfologiche di questo reperto, la cui capacità cranica è stata valutata in 1 067 cm3, ricordano quelle di Homo erectus, specie a cui è stato ricondotto.
La posizione sistematica di OH 9 è comunque incerta; se per alcuni si tratta di un esemplare di Homo ergaster, sulla base di questo reperto nel 1963 è stata anche proposta la nuova specie Homo leakey, oggi abbandonata.